# Société mathématique du Danemark
La Société mathématique du Danemark (en danois : Dansk Matematisk Forening) est une société savante danoise de mathématiciens fondée en 1873 à l'université de Copenhague, un an après la Société mathématique de France. Selon le site internet de la société, elle a « pour objectif d'agir au profit des mathématiques dans la recherche et l'éducation. »

## L'histoire
La société a été fondée d'après l'idée de Thorvald Nicolai Thiele. Le premier comité était composé de Thiele, Hieronymus Georg Zeuthen et Julius Petersen.
Elle est membre de la Société mathématique européenne.

### Les présidents
- Johan Jensen (1892-1903)
- Vilhelm Herman Oluf Madsen (1903-1910)
- Niels Nielsen (en) (1910-1917)
- Johannes Mollerup (en) (1917-1926)
- Harald Bohr (1926-1929, 1937-1951)
- Børge Jessen (en) (1954-1958)